# Shawna Molcak
Shawna Marie Molcak (Cardston, 28 ottobre 1968) è un'ex cestista canadese.

## Carriera
Con il Canada ha disputato i Giochi olimpici di Atlanta 1996, i Campionati mondiali del 1994 e quattro edizioni dei Campionati americani (1993, 1995, 1997, 1999).